# بيير جاكوب
بيير جاكوب هو سياسي كندي، ولد في 29 يناير 1953 في تروا ريفيير في كندا، وتوفي في 21 يوليو 2018. حزبياً، نشط في الحزب الديمقراطي الجديد. وقد انتخب عضو مجلس العموم الكندي عن دائرة Brome—Missisquoi (federal electoral district) ‏ (30 مايو 2011 – 19 أكتوبر 2015).